# Atlantic City (film, 1944)
Pour les articles homonymes, voir Atlantic City (homonymie).

Atlantic City est une comédie romantique musicale américaine de 1944 réalisée par Ray McCarey et mettant en vedette Constance Moore. Le film concerne les années de formation d'Atlantic City, New Jersey. Les scènes de Vaudeville sont recréées dans l'histoire de la façon dont Atlantic City est devenue une station balnéaire célèbre. Parmi les seconds rôles figurent Louis Armstrong et Dorothy Dandridge. Le film a été réédité en 1950 sous le titre Atlantic City Honeymoon.

## Synopsis
En 1915, Atlantic City est une station balnéaire endormie, mais Brad Taylor, fils d'un petit hôtel et propriétaire d'une maison de vaudeville, a de grands projets : il pense que cela peut être « le terrain de jeu du monde ». Les transactions de Brad se révèlent remarquablement efficaces pour attirer de grandes entreprises et de grands spectacles, mais lui apportent peu de succès dans les relations personnelles. Nombreuses chansons et scènes nostalgiques, certaines avec les artistes originaux.

## Distribution
- Constance Moore : Marilyn Whitaker
- Brad Taylor ( Stanley Brown ) : Bradley Taylor
- Charley Grapewin : Jake Taylor
- Paul Whiteman : lui-même
- Louis Armstrong : lui-même
- Robert B. Castaine : Carter Graham
- Dorothy Dandridge : chanteuse
- Adele Mara : serveuse
- Ford L. Buck : lui-même
- John W. Bubbles (en) : lui-même
- Gus Van (en) : lui-même
- Larry Steers : M. Pierce, architecte
- Nora Lane : l'épouse du sénateur
- Belle Baker

Stanley Brown, incarnant un personnage nommé Brad Taylor, est répertorié dans le générique d'ouverture sous le nom de Brad Taylor, et a continué à utiliser ce nom dans tous les films suivants.

## Voir également